# Свёнтковице (Куявско-Поморское воеводство)
Свёнтковице — деревня в гмине Барухово Влоцлавского повета Куявско-Поморского воеводства в центральной части севера Польши.